# North Augusta
North Augusta è una città degli Stati Uniti d'America, situata tra le contee di Aiken e Edgefield nello Stato della Carolina del Sud.